# Titularbistum Umbriatico
Umbriatico ist ein Titularbistum der römisch-katholischen Kirche. 
Es geht zurück auf einen bis 1818 bestehenden Bischofssitz in der Stadt Umbriatico, die in der süditalienischen Landschaft Kalabrien liegt. Am 27. Juni 1818 wurde das Bistum Umbriatico durch die Bulle De utiliori von Pius VII. abgeschafft, und sein Territorium wurde am Bistum Cariati angegliedert. 1979 wurde das Bistum Cariati mit dem Erzbistum Rossano vereinigt. Allerdings wurden die Gebiete der früheren Bistümer Cerenzia, Strongoli und Umbriatico abgetrennt und an das Bistum Crotone angeschlossen. Von diesem Datum wurde Erzbistum Umbriatico ein Titularbistum.
| Titularbischöfe von Umbriatico |                                                       |                                            |                   |                  |
| Nr.                            | Name                                                  | Amt                                        | von               | bis              |
| 1                              | James Vincent Pardy MM                                | emeritierter Bischof in Calabar (Nigeria)  | 17. Juni 1969     | 18. April 1972   |
| 2                              | René Joseph Rakotondrabé                              | Weihbischof in Tuléar (Madagaskar)         | 25. März 1972     | 28. Februar 1974 |
| 3                              | Joseph Hisajiro Matsunaga                             | Weihbischof in Nagasaki (Japan)            | 10. November 1977 | 6. Oktober 1990  |
| 4                              | Albert Malcolm Ranjith Titularerzbischof pro hac vice | Apostolischer Nuntius und Kurienerzbischof | 29. April 2004    | 16. Juni 2009    |
| 5                              | Santo Gangemi Titularerzbischof pro hac vice          | Apostolischer Nuntius                      | 27. Januar 2012   |                  |